# Ribes magellanicum
Ribes magellanicum là một loài thực vật có hoa trong họ Grossulariaceae. Loài này được Poir. miêu tả khoa học đầu tiên năm 1812.